# Lingua alto-tedesca protomoderna
L'alto tedesco protomoderno (nome nativo Deutsch, noto attualmente in tedesco come Frühneuhochdeutsch) è un termine utilizzato da Wilhelm Scherer per definire il periodo della storia della lingua tedesca fra il 1350 e il 1650. Altri fanno iniziare questo periodo in un'epoca successiva, ad esempio, all'introduzione della stampa a caratteri mobili nel 1450. Il termine è la traduzione italiana del termine tedesco Frühneuhochdeutsch, introdotto da Scherer.
Fonologicamente e grammaticalmente i principali sviluppi linguistici del periodo rispetto all'alto-tedesco antico sono:
- Cambiamento delle vocali lunghe e dei  dittonghi;
- Perdita delle vocali atone in molte circostanze;

Questi cambiamenti non hanno interessato in egual misura tutti i dialetti, aumentando così la divergenza tra i dialetti e la lingua tedesca.